# Gastritis
Gastritis is een ontsteking van het maagslijmvlies. Door de ontsteking kan de beschermende werking van het maagslijm afnemen, waardoor verteringsenzymen het maagslijmvlies kunnen aantasten. Gastritis veroorzaakt een branderig gevoel, het 'zuur'.
Het is echter geen maagzweer, want bij gastritis voelt men zich slechter als men iets eet, wat bij een maagzweer niet het geval is.
Diverse factoren kunnen gastritis veroorzaken, de belangrijkste zijn:
- Infecties, een belangrijke rol speelt de ziekteverwekker Helicobacter pylori - een bacterie die bij velen in de maag voorkomt en als enige bacterie bestand is tegen maagzuur.
- Beschadigingen door chemicaliën en medicijnen.
- Acute stressreacties
- Immunologische aandoeningen

Gastritis is veelal asymptomatisch, maar kan op langere termijn ernstige schadelijke gevolgen hebben in de vorm van een maagzweer of een zweer in het duodenum, evenals maagkanker.
Er wordt onderscheid gemaakt tussen verschillende vormen van gastritis, zoals alcoholische gastritis, auto-immuun gastritis, erosieve gastritis en hemorragische gastritis.